# Зиянчуринский район
Зиянчуринский район — административно-территориальная единица в составе Оренбургской и Чкаловской областей, существовавшая в 1935—1959 годах. Административный центр — село Зиянчурино.
Зиянчуринский район был образован в соответствии с Постановлением Президиума ВЦИК от 25 января 1935 года в составе Оренбургской (в 1938—1957 — Чкаловской) области.
По данным 1945 года включал 9 сельсоветов: Верхне-Озернинский, Донской, Желтинский, Зиянчуринский, Кондуровский, Куруилский, Ново-Михайловский, Рискуловский и Чеботаревский.
21 июля 1959 года Зиянчуринский район был упразднён, а его территория разделена между Буртинским и Кувандыкским районами.